# Rot an der Rot
Rot an der Rot – miejscowość i gmina w Niemczech, w kraju związkowym Badenia-Wirtembergia, w rejencji Tybinga, w regionie Donau-Iller, w powiecie Biberach, siedziba związku gmin Rot-Tannheim. Leży w Górnej Szwabii, nad rzeką Rot, ok. 20 km na południowy wschód od Biberach an der Riß.

## Zobacz też

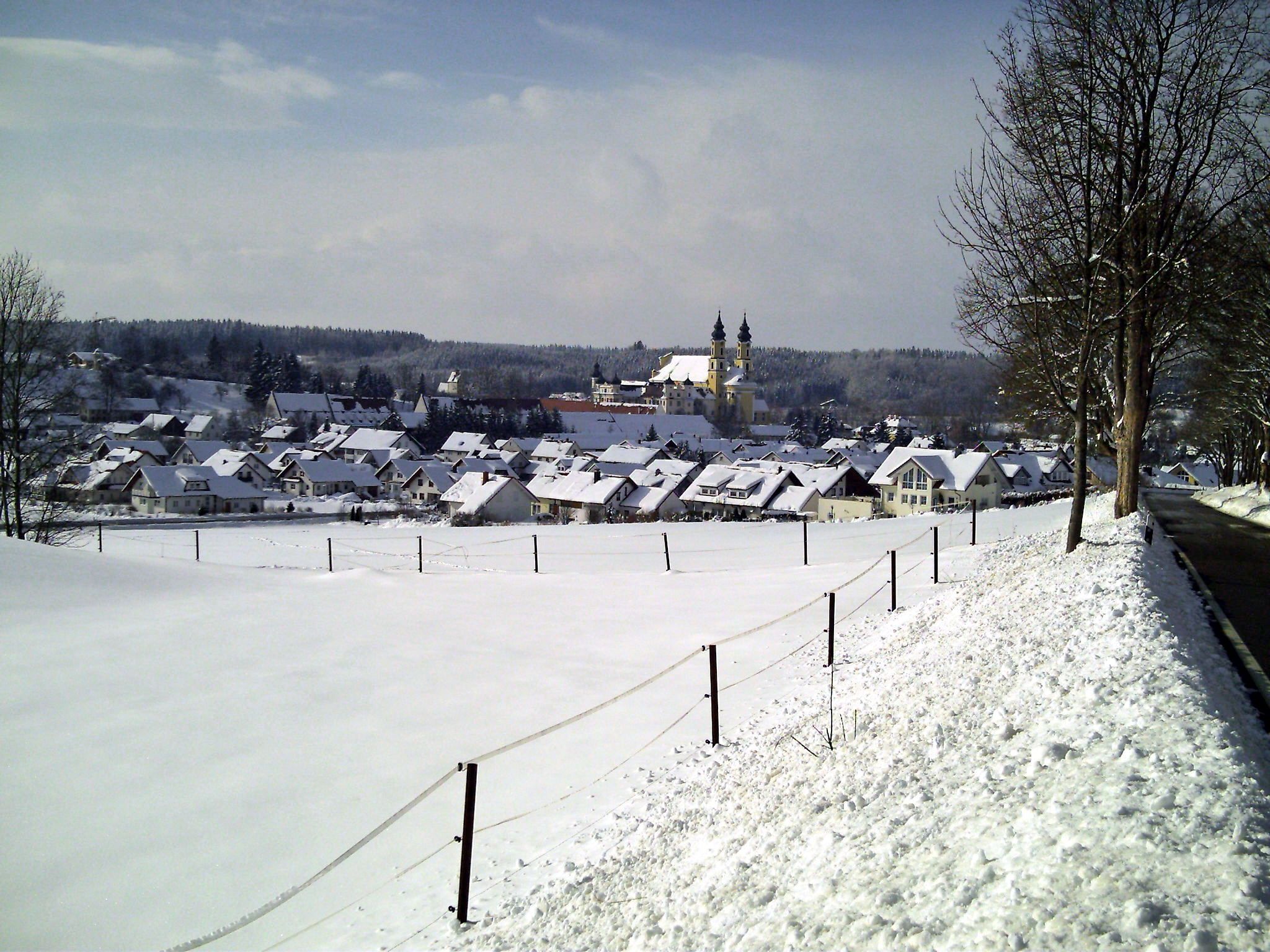
Panorama Rot an der Rot